# Saison 4 d'Arabesque
Chronologie
Saison 3 Saison 5
Cet article présente le guide des épisodes de la quatrième saison de la série télévisée américaine Arabesque.

## Saison 4 (1987-1988)
Haut de page